# Bhesa
Bhesa is een geslacht uit de kardinaalsmutsfamilie (Celastraceae). De soorten komen voor in Zuid-Azië, Zuidoost-Azië, Zuid- en Oost-China en Nieuw-Guinea.

## Soorten
- Bhesa ceylanica (Arn.) Ding Hou
- Bhesa indica (Bedd.) Ding Hou
- Bhesa nitidissima Kosterm.
- Bhesa paniculata Arn.
- Bhesa robusta (Roxb.) Ding Hou
- Bhesa sinica (H.T. Chang & S.Y. Liang) H.T. Chang & S.Y. Liang

... · 
Apodostigma · 
Bhesa · 
Celastrus · 
Cassine · 
Catha · 
Euonymus (Kardinaalsmuts) · 
Parnassia · 
Salacia · 
Stackhousia · 
...